# Mucuna hainanensis
Mucuna hainanensis är en ärtväxtart som beskrevs av Bunzo Hayata. Mucuna hainanensis ingår i släktet Mucuna och familjen ärtväxter.

## Underarter
Arten delas in i följande underarter:
- M. h. hainanensis
- M. h. multilamellata